# Мордовско-Коломасовское сельское поселение
Мордовско-Коломасовское се́льское поселе́ние — муниципальное образование в Ковылкинском районе Мордовии Российской Федерации.
Административный центр — село Мордовское Коломасово.

## История
Статус и границы сельского поселения установлены Законом Республики Мордовия от 7 февраля 2005 года № 13-З «Об установлении границ муниципальных образований Ковылкинского муниципального района, Ковылкинского муниципального района и наделении их статусом сельского поселения, городского поселения и муниципального района».

## Население
| 2002 | 2010 | 2012 | 2013 | 2014 | 2015 | 2016 |
| ---- | ---- | ---- | ---- | ---- | ---- | ---- |
| 500  | ↗501 | ↘492 | ↘486 | ↘463 | ↘462 | ↘448 |
| 2017 | 2018 | 2019 | 2020 | 2021 |      |      |
| ↗452 | ↘443 | ↘413 | ↘409 | ↘388 |      |      |

## Состав сельского поселения
| № | Населённый пункт      | Тип населённого пункта | Население |
| - | --------------------- | ---------------------- | --------- |
| 1 | Мордовское Коломасово | село                   | ↗480      |
| 2 | Русское Коломасово    | село                   | ↘21       |